# Faridpur Sadar
Faridpur Sadar (en bengali : ফরিদপুর সদর) est une upazila du Bangladesh dans le district de Faridpur. En 2011, on y dénombrait 469 410 habitants.